# Рональд Огман
Рональд Огман (швед. Ronald Åhman, нар. 31 січня 1957) — шведський футболіст, що грав на позиції захисника.
Виступав, зокрема, за клуби «Еребру» та «Юргорден», а також національну збірну Швеції.

## Клубна кар'єра
У дорослому футболі дебютував виступами за нижчолігову команду «Сандвікен», з якої 1975 року потрапив до «Еребру». У її складі він дебютував у Аллсвенскан 31 липня 1975 року у грі проти клубу «ГІФ Сундсвалль» і за чотири сезони взяв участь у 79 матчах чемпіонату.
Після вильоту «Еребру» до другого дивізіону він перейшов до іншої команди Аллсвенскан «Юргорден» перед початком сезону 1979 року. Але і з цією командою за підсумками сезону 1981 року покинув вищий дивізіон Швеції. Завершив професіональну кар'єру футболіста виступами за команду «Юргорден» у 1984 році, після чого виступав за аматорські команди «Сундбюберг» та «Вартанс».

## Виступи за збірну
19 квітня 1978 року дебютував в офіційних матчах у складі національної збірної Швеції в товариському матчі проти ФРН (3:1).
У складі збірної був учасником чемпіонату світу 1978 року в Аргентині, на якому на поле не виходив, а його команда не подолала груповий етап.
Загалом протягом кар'єри у національній команді, яка тривала 2 роки, провів у її формі 7 матчів.